# Національний парк Лос-Алерсес
Національний парк Лос-Але́рсес (ісп. Parque Nacional Los Alerces) — національний парк в Аргентині, розташований в провінції Чубут. 2017 року парк включено до списку Світової спадщини ЮНЕСКО.
Національний парк Лос-Алерсес створено 11 травня 1937 року декретом № 105 433. Причиною створення національного парку стало прагнення зберегти ліси дерева алерсе, яке опинилося під загрозою зникнення. Його площа становить 259 570 га, на території є велика кількість водойм, а також ліси й гори.
Національний парк Лос-Алерсес розташований в екорегіоні Вальдивійських лісів, основу яких становлять дерева алерсе — гігантські хвойні, які у ХХ ст. майже винищили через неконтрольовані вирубки. На берегах озера Менендес ростуть дерева алерсе, вік яких становить близько 4000 років, а висота — 75 м. Окрім цього, на території нацпарку зустрічаються арраян, Maytenus boaria, Austrocedrus chilensis, Lomatia hirsuta, Nothofagus antarctica, Nothofagus pumilio, Aristotelia chilensis тощо.
У Лос-Алерсес гніздяться такі види птахів, як Scelorchilus rubecula, Campephilus magellanicus, Colaptes pitius, кондор андійський, сичик-горобець, Enicognathus ferrugineus, Geranoaetus polyosoma, звичайна каракара, Patagioenas araucana, Turdus falcklandii тощо. У водоймах водиться велика кількість риби, зокрема лосось і пструг. Серед ссавців зустрічаються пума, туко-туко, пуду, леопард кодкод, гемал патагонський, Lontra provocax тощо.
Серйозну проблему для адміністрації національного парку становлять інвазивні види тварин і рослин.
Понад 3000 років на території, де нині національний парк, жили люди, нащадками яких є племена індіанців теуельче. Завдяки цьому тут можна знайти залишки їхньої зброї, наконечники стріл, голки, посуд тощо. На стінах печер збереглися зразки наскельного мистецтва.
Найближчим до національного парку містом є Вілья-Футалауфкен, де розташовані адміністрація парку, музей, інформаційний центр, кемпінги, заклади громадського харчування тощо. Найближчий аеропорт є в місті Ескель (38 км від нацпарку). Територією парку прокладено понад 20 туристичних маршрутів.
У березні 2015 року нацпарк постраждав від масштабних лісових пожеж, які знищили 1500 га лісу. Пожежа у січні 2016 року знищила 1700 га лісів. В обох випадках причиною займання став підпал.

## Галерея

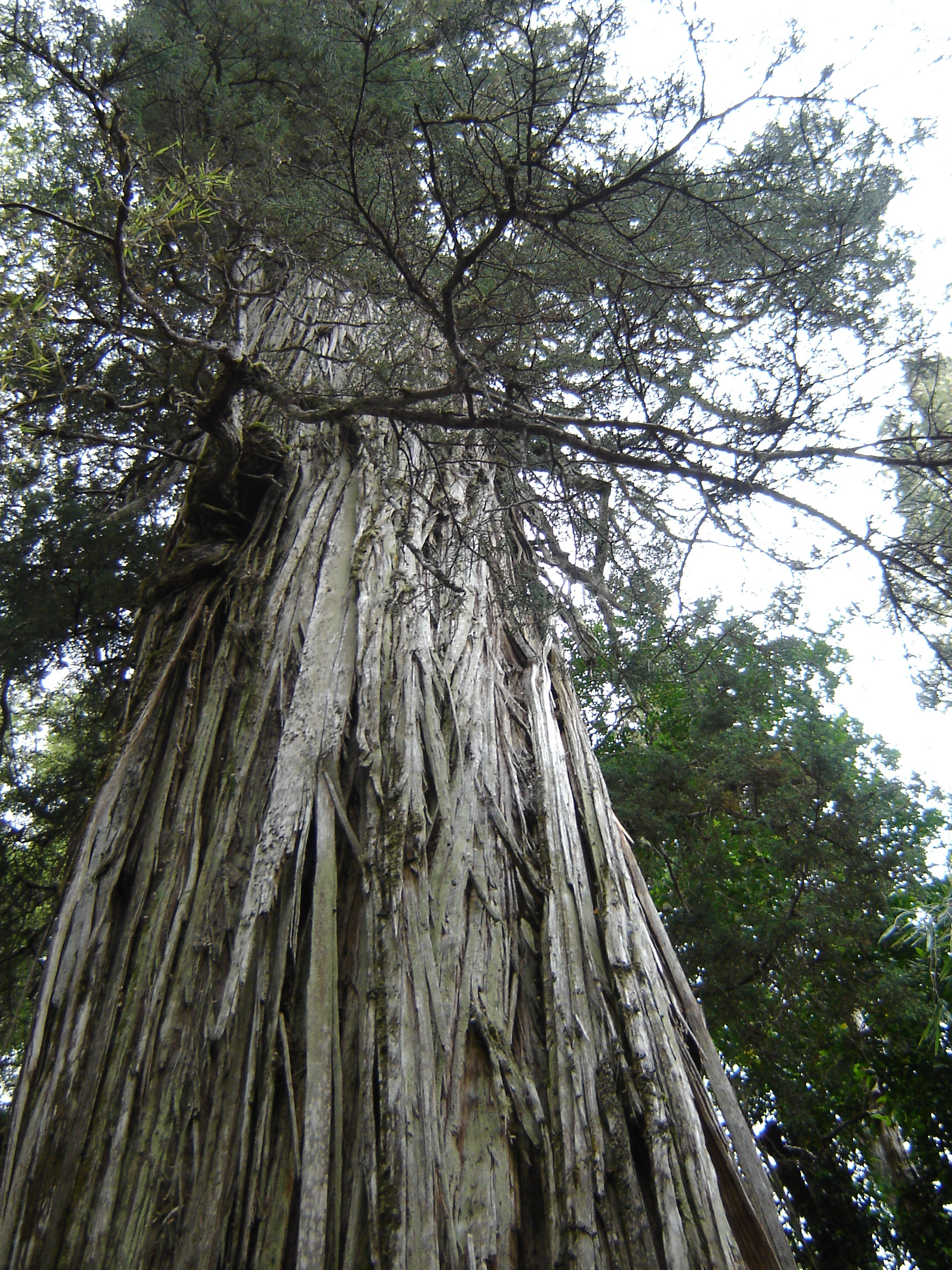
Дерево алерсе віком 2620 років
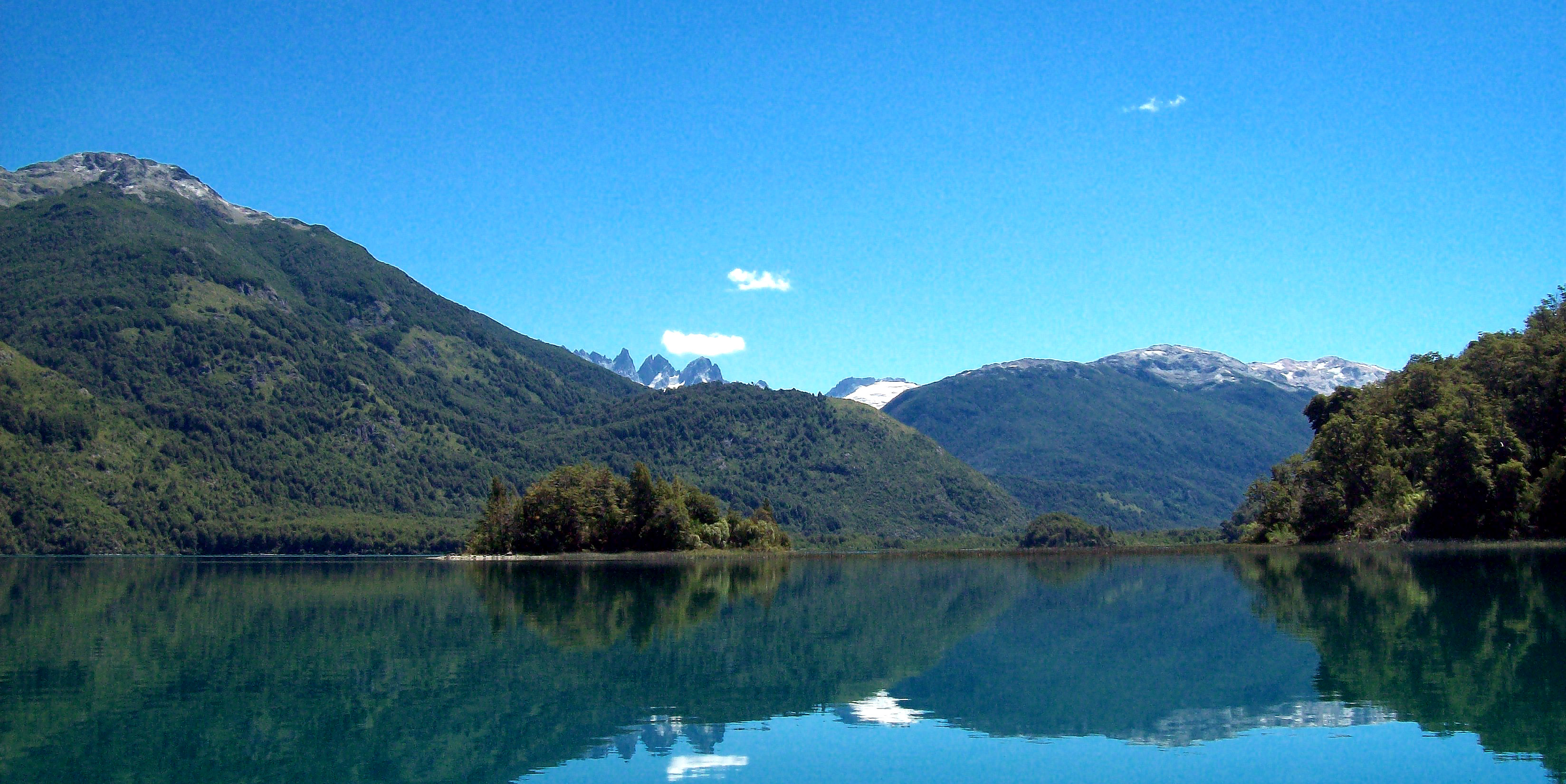
озеро Крюгер[es]
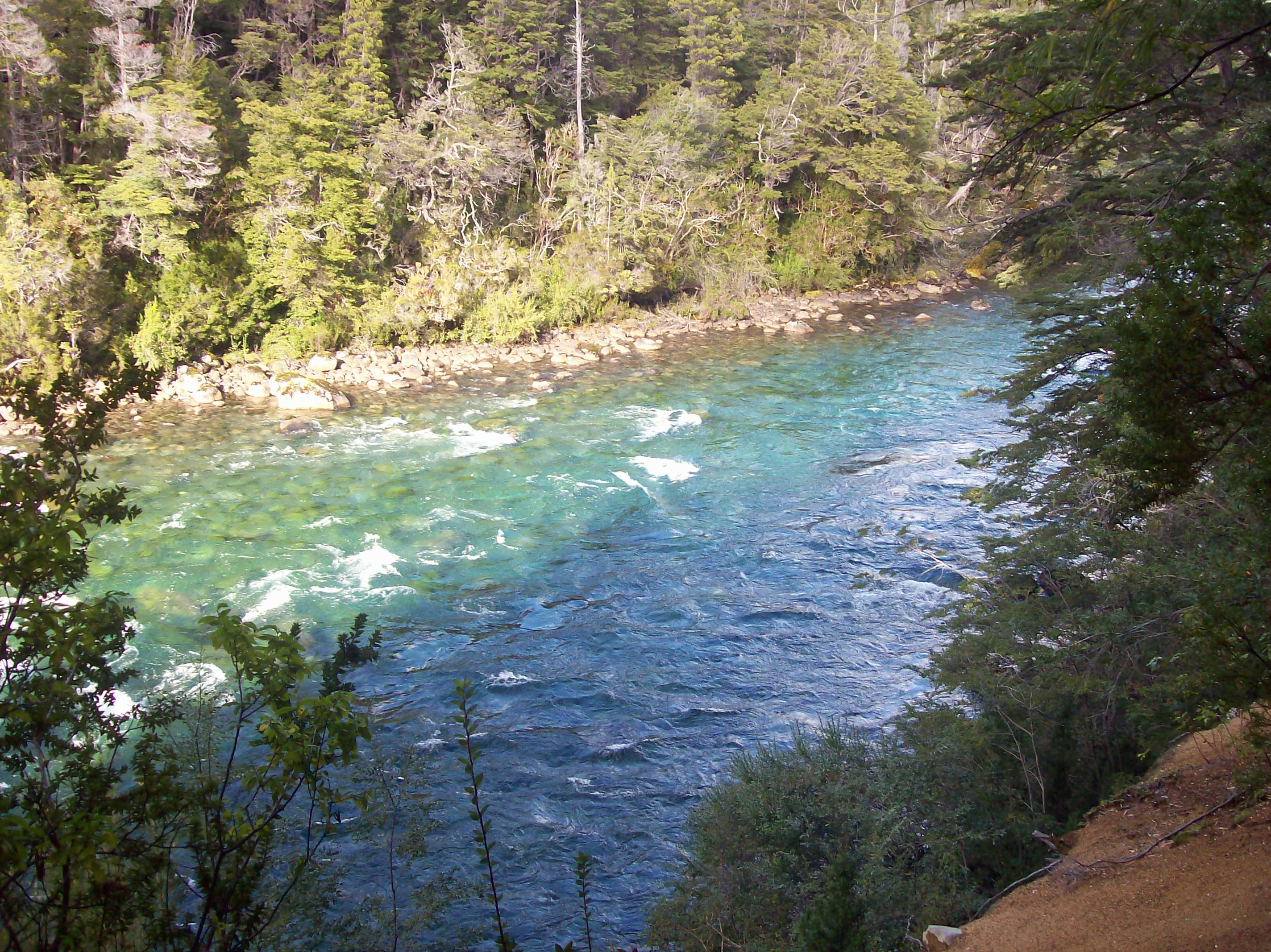
річка Ріо-Арраянес[es]
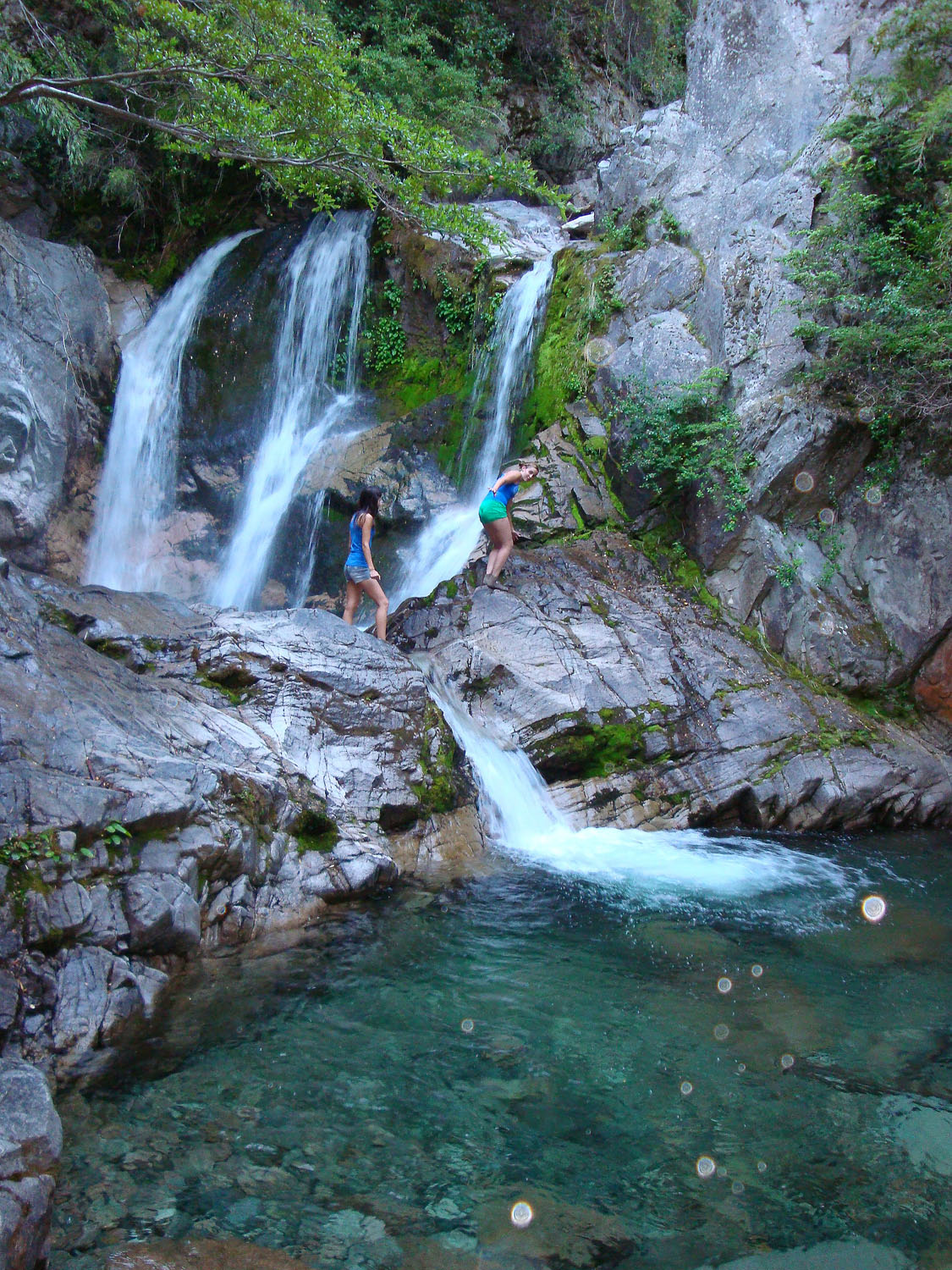
Водоспад на озері Футалауфкен[en]
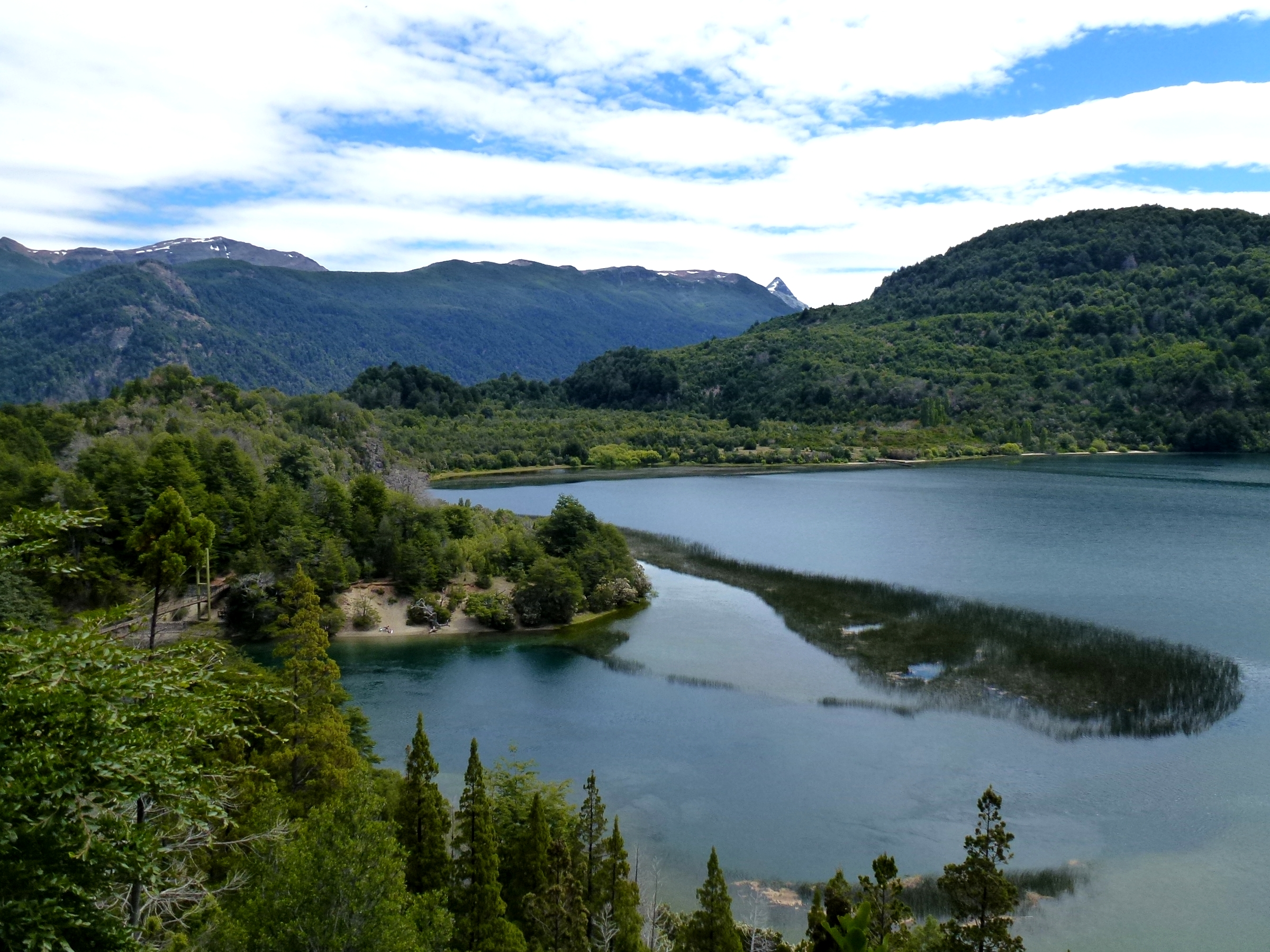
Озеро Футалауфкен
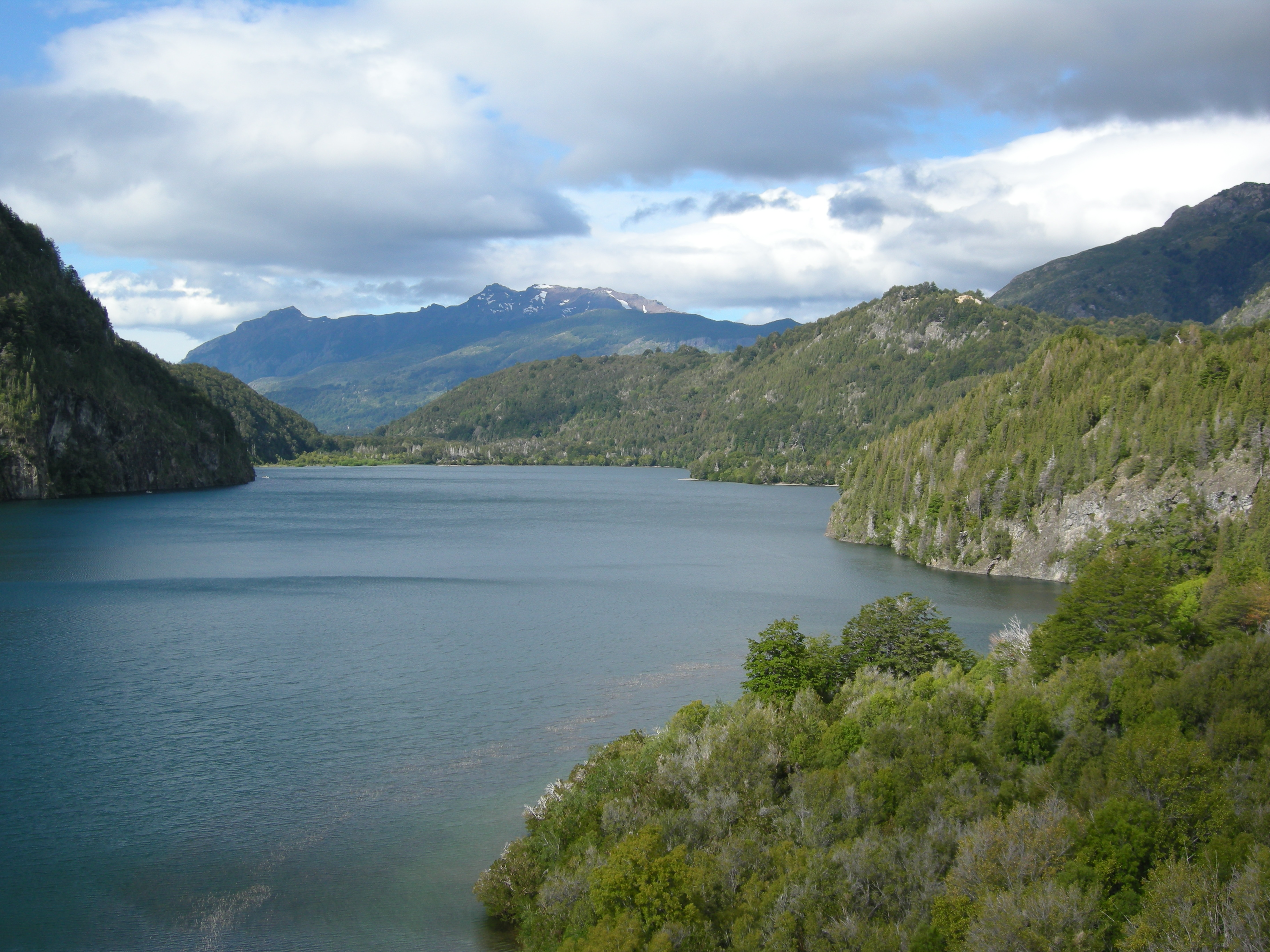
Верде[es]
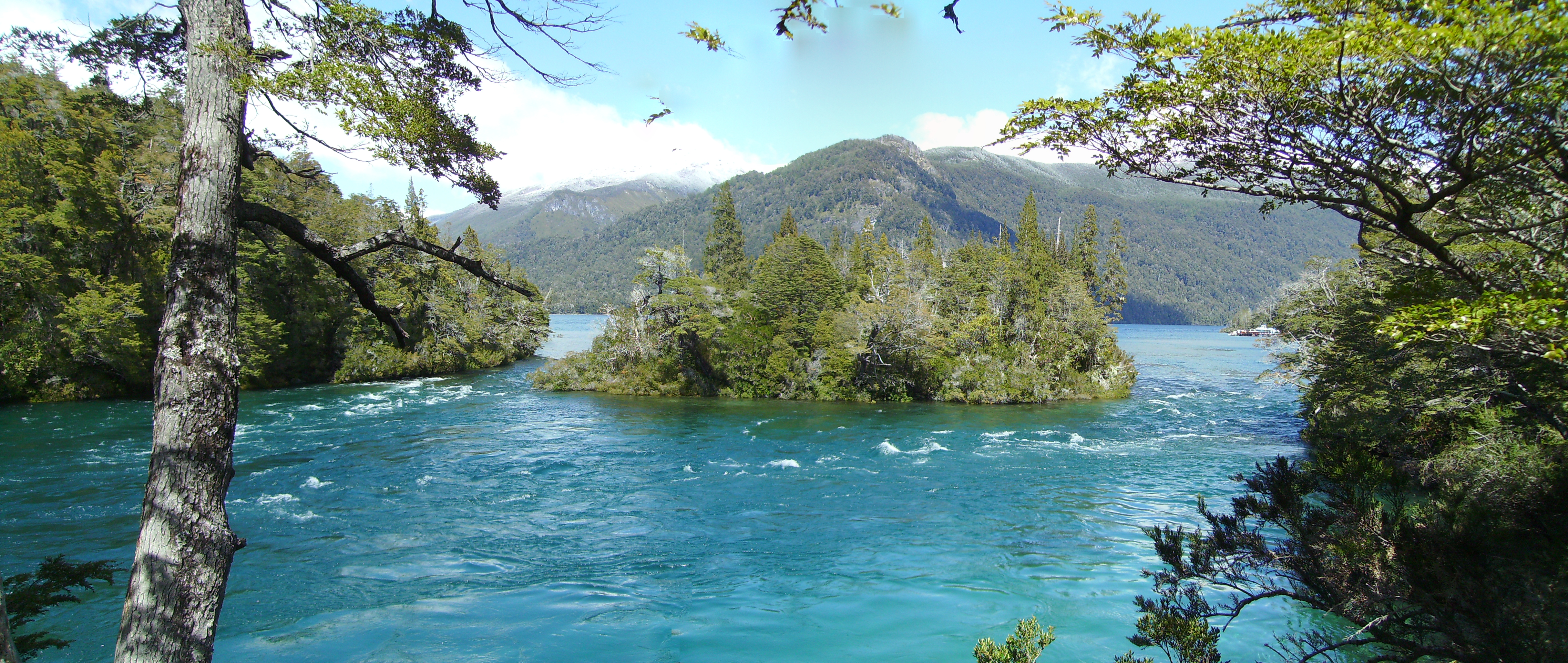
Озеро Менендес[es]